# Regierung Van den Brande IV
Die Regierung Van den Brande IV war die achte flämische Regierung. Sie amtierte vom 20. Juni 1995 bis zum 14. Juni 1999. Die Christliche Volkspartei (CVP) stellte den Ministerpräsidenten und leitete fünf (ab 22. September 1997 sechs) Ministerien, die Sozialistische Partei (SP) stellte den stellvertretenden Ministerpräsidenten und leitete vier (ab 22. September 1997 drei) Ministerien.
Nach der ersten direkten Wahl zum flämischen Parlament am 21. Mai 1995 wurde eine Koalitionsregierung von CVP und SP gebildet. Ministerpräsident blieb Luc Van den Brande, der das Amt seit 1992 innehatte. Bei der Wahl zum flämischen Parlament am 13. Juni 1999 erlitten CVP und SP Verluste und büßten die absolute Mehrheit ein. Am 13. Juli 1999 wurde eine Koalition aus VLD, SP, Agalev und VU-ID unter Ministerpräsident Patrick Dewael (VLD) gebildet.

## Zusammensetzung
| Amt                                                                                                | Name                      | Partei | Beginn der Amtszeit | Ende der Amtszeit  |
| -------------------------------------------------------------------------------------------------- | ------------------------- | ------ | ------------------- | ------------------ |
| Ministerpräsident und Minister für Äußeres, Europaangelegenheiten, Wissenschaft und Technologie    | Luc Van den Brande        | CVP    | 20. Juni 1995       | 14. Juni 1999      |
| stellvertretender Ministerpräsident und Minister für Bildung und den Öffentlichen Dienst           | Luc Van den Bossche       | SP     | 20. Juni 1995       | 26. September 1998 |
| stellvertretender Ministerpräsident und Minister für öffentliche Arbeiten, Verkehr und Raumordnung | Steve Stevaert            | SP     | 28. September 1998  | 14. Juni 1999      |
| Minister für Umwelt und Arbeit                                                                     | Theo Kelchtermans         | CVP    | 20. Juni 1995       | 14. Juni 1999      |
| Ministerin für Finanzen, Haushalt und Gesundheit                                                   | Wivina Demeester-De Meyer | CVP    | 20. Juni 1995       | 14. Juni 1999      |
| Minister für Verkehr und Raumordnung                                                               | Eddy Baldewijns           | SP     | 20. Juni 1995       | 28. September 1998 |
| Minister für Bildung und den Öffentlichen Dienst                                                   | Eddy Baldewijns           | SP     | 28. September 1998  | 14. Juni 1999      |
| Minister für Wirtschaft, kleine und mittlere Unternehmen, Landwirtschaft und Medien                | Eric Van Rompuy           | CVP    | 20. Juni 1995       | 14. Juni 1999      |
| Minister für innere Angelegenheiten, Stadtentwicklung und Wohnen                                   | Leo Peeters               | SP     | 20. Juni 1995       | 14. Juni 1999      |
| Minister für Kultur, Familie und Soziales                                                          | Luc Martens               | CPP    | 20. Juni 1995       | 14. Juni 1999      |
| Ministerin für Brüsseler Angelegenheiten und Chancengleichheit                                     | Anne Van Asbroeck         | SP     | 20. Juni 1995       | 22. September 1997 |
| Ministerin für Brüsseler Angelegenheiten und Chancengleichheit                                     | Brigitte Grouwels         | CVP    | 22. September 1997  | 14. Juni 1999      |

## Umbesetzungen
In der Mitte der Legislatur, am 22. September 1997, wurde die Ministerin für Brüsseler Angelegenheiten und Chancengleichheit, Anne Van Asbroeck (SP), durch Brigitte Grouwels (CVP) ersetzt.
Am 26. September 1988 trat Luc Van den Bossche, der stellvertretende Ministerpräsident und Minister für Bildung und den Öffentlichen Dienst, zurück. Sein Nachfolger als stellvertretender Ministerpräsident wurde Steve Stevaert. Stevaert erhielt die Ressorts öffentliche Arbeiten, Verkehr und Raumordnung. Eddy Baldewijns, Minister für Verkehr und Raumordnung, übernahm die Ressorts Bildung und den Öffentlichen Dienst.